# St. Simon und Judas Thaddäus (Otzenrath)

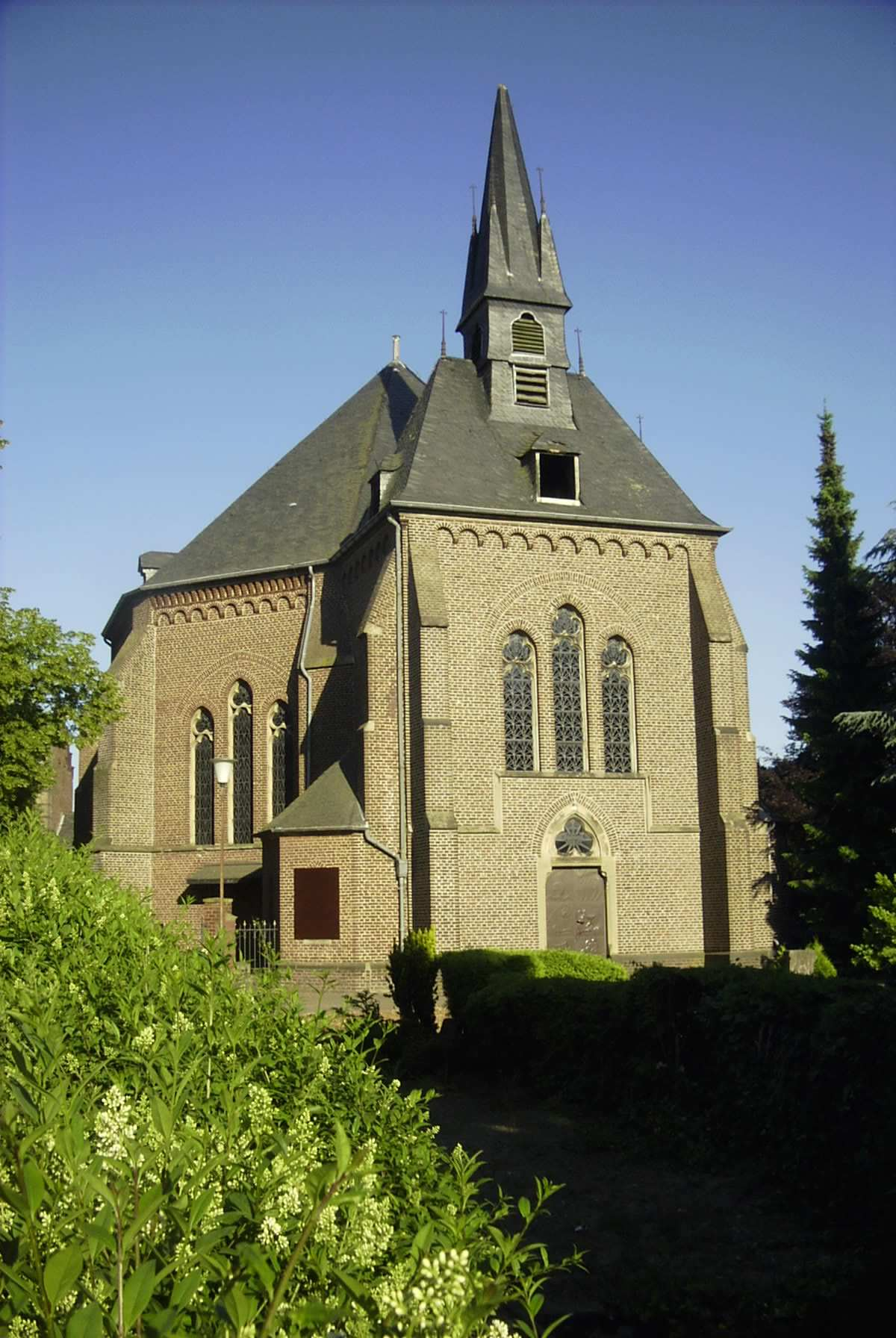
Juni 2006: Westseite der Kirche kurz vor dem Abriss

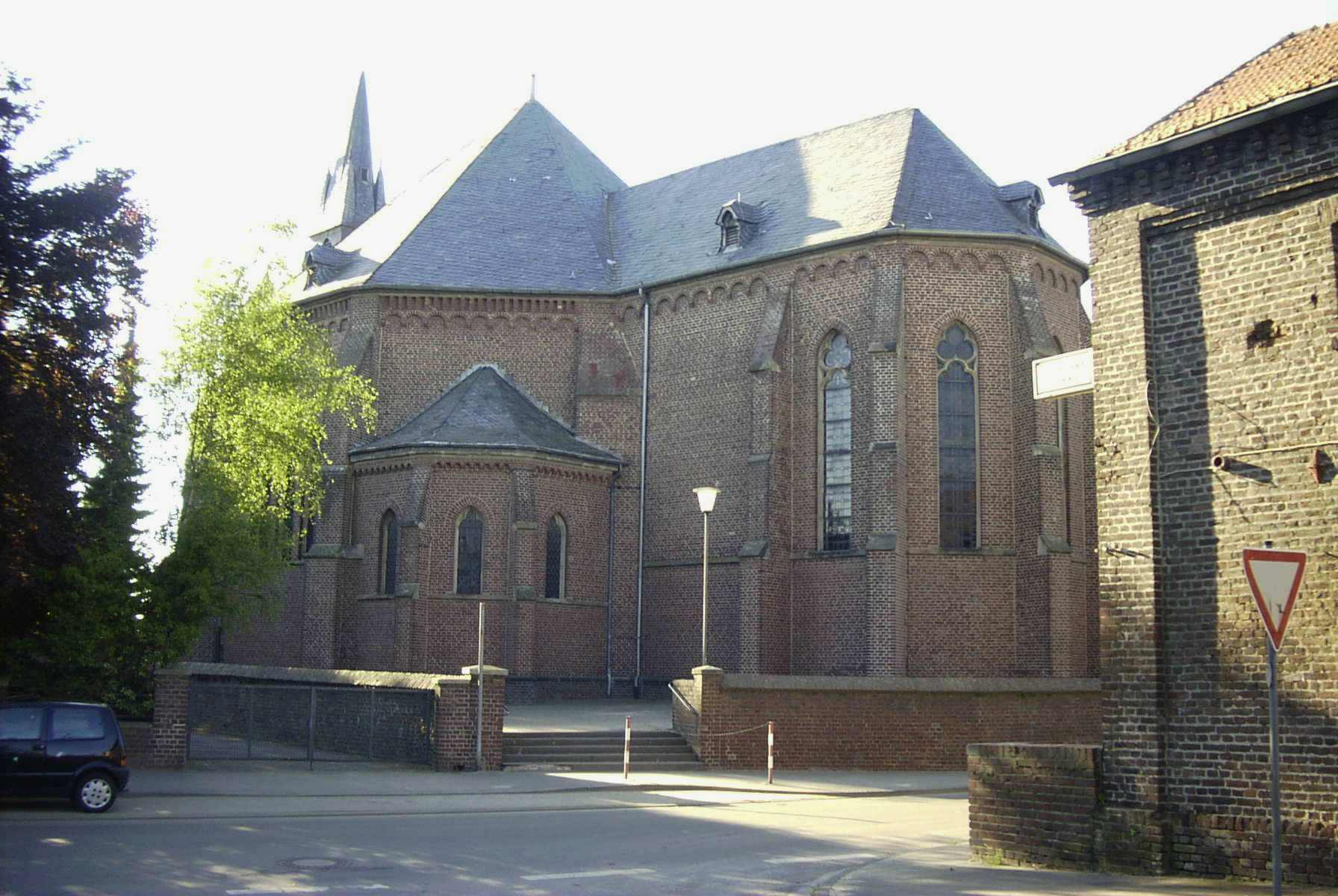
Südostseite kurz vor dem Abriss

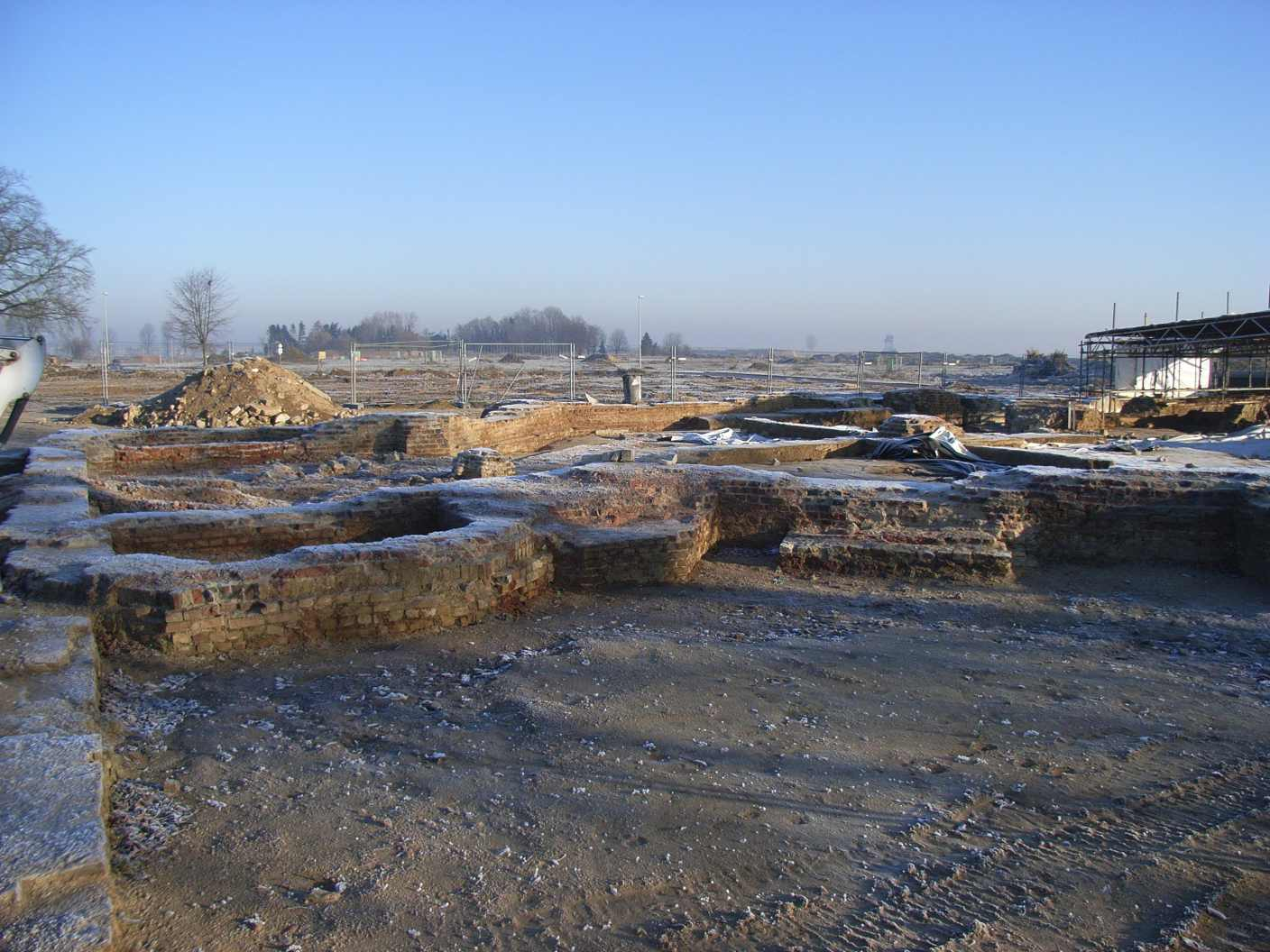
Dezember 2007: Die Überreste der alten Kirche

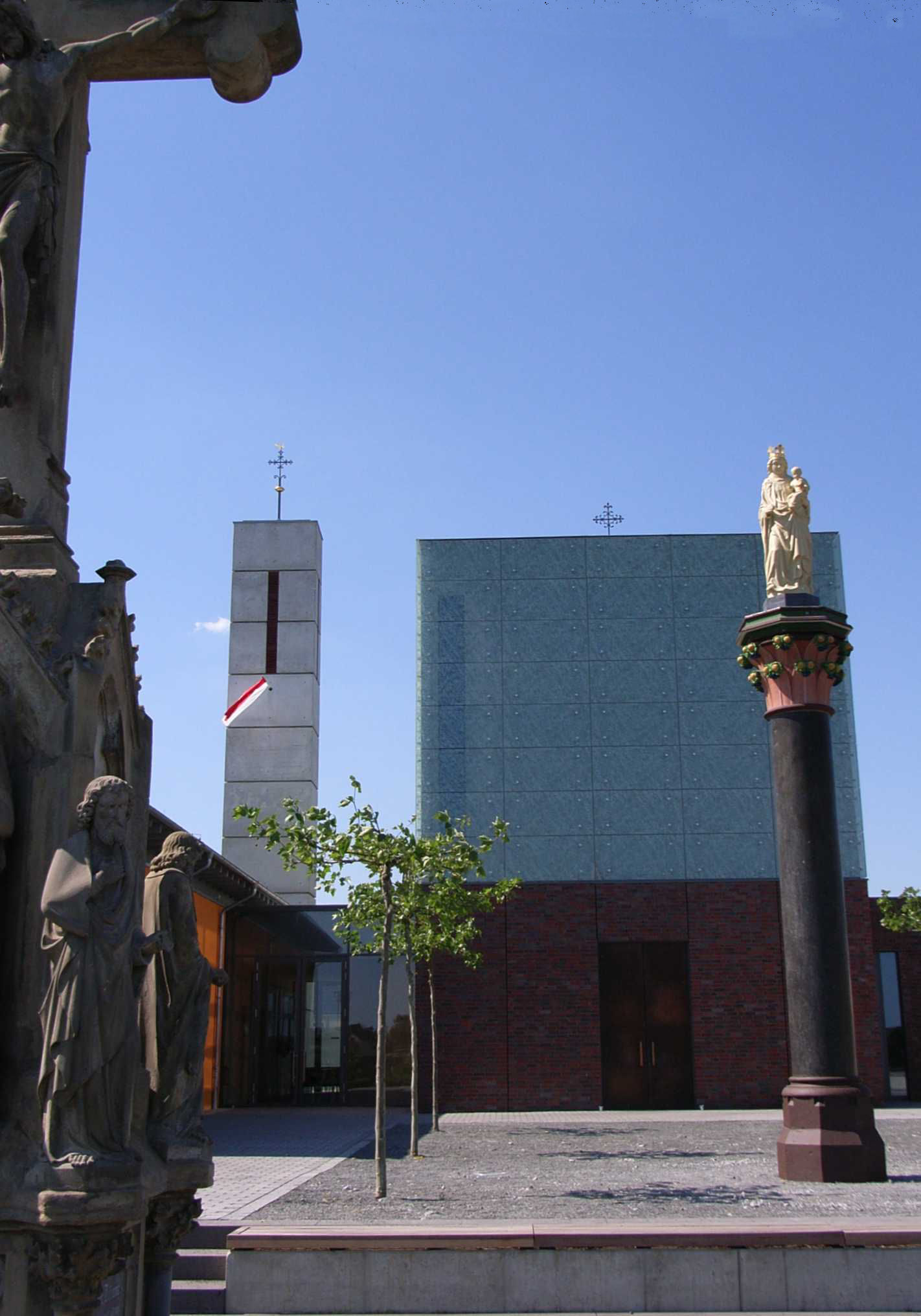
Mai 2007: Säule und Madonna vor der neuen Kirche

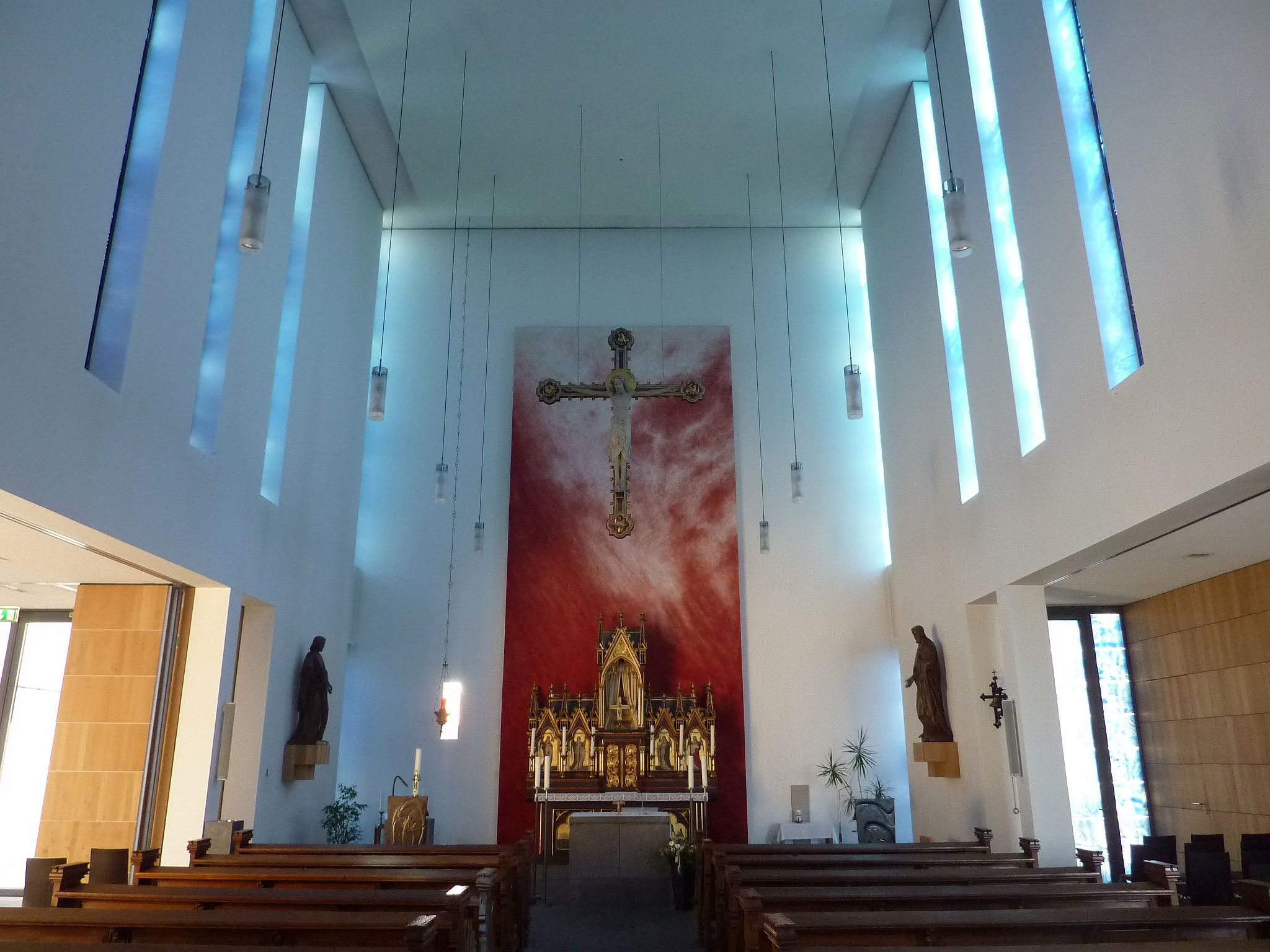
Juli 2017: Die neue Kirche, Inneres mit Ausstattungsstücken der alten Kirche

St. Simon und Judas Thaddäus war die katholische Kirche des Ortes Alt-Otzenrath. Sie war ein Frühwerk des Kasseler Architekten Hugo Schneider und wurde im Zuge des Braunkohletagebaus Garzweiler II abgerissen.

## Vorgängerbauten
Über das Aussehen der ersten katholischen Kirche in Otzenrath ist nichts bekannt. Um 1660 wurde sie durch eine dreischiffige, etwa zehn Meter lange Kirche ersetzt, die mit Turm und Orgel ausgestattet war. Als dieses Gebäude im 19. Jahrhundert baufällig wurde und außerdem nicht mehr genügend Platz für die Gemeinde bot, beschloss man einen Neubau.

## Die letzte katholische Kirche in Otzenrath
1867 erstellte der junge Architekt Hugo Schneider, den Pfarrer Sebastian Planker kontaktiert hatte, in Keyenberg die ersten Pläne für eine neue Kirche. Er dachte zunächst an einen Zentralkuppelbau, der allerdings starke Widerlager und einen Bau aus Hausteinen erfordert hätte, den sich die Gemeinde nicht leisten konnte. Da als Baumaterial nur Backstein in Frage kam, änderte Schneider dann seine Pläne und konzipierte eine Kirche mit einer einzelnen Mittelstütze. Diese Anlage war in Deutschland einzigartig.
Die Grundsteinlegung erfolgte am 12. April 1869, nachdem etliche großzügige Spenden die Finanzierung gesichert hatten. Die Ziegelsteine wurden direkt neben der Baustelle gebrannt. Für das Fundament der nicht unterkellerten Kirche wurden dunklere Backsteine verwendet, darüber folgte eine Abfassung aus Granit. Der eigentliche Kirchenbau wurde aus helleren Backsteinen aufgeführt. Der Hauptraum hatte einen ellipsenartigen Grundriss mit einem Schirmgewölbe, dem eine Granitsäule als zentrale Stütze diente. Die Säule stand auf einem Sockel aus Basaltlava und trug ein Kapitell aus Sandstein. Sie hatte einen Durchmesser von 63 Zentimetern. Der Raum war etwa 12 Meter hoch und seine Ost-West-Achse war 16,50 Meter lang, die Nord-Süd-Achse mit 18,50 Metern etwas länger. Im Chorraum, der ein Kreuzrippengewölbe besaß, war der Fußboden gegenüber dem Raum für die Gemeinde leicht erhöht. Der Fußboden war mit anthrazitfarbenen, grauen und weißen Fliesen belegt; unter den Kirchenbänken befand sich ein Holzboden.
Das mit Schiefer gedeckte Kirchengebäude erreichte eine Gesamthöhe von etwa 28 Metern. Auf der Spitze des Zentralraums war eine Madonnenfigur mit Jesuskind und auf dem Kirchturm eine Wetterfahne mit Hahnenmotiv angebracht. Dieser Kirchturm war in Form eines achteckigen Zeltdachs mit vier Ecktürmchen gestaltet und beherbergte drei Glocken.
Den Hochaltar entwarf ebenfalls Hugo Schneider. Er ist 2,90 Meter breit und 3,60 Meter hoch und im gotischen Stil reich verziert. Ein weiterer Altar, der in der Marienkapelle an der Nordseite der Kirche stand, wurde nach Entwürfen von Hugo Schneider aus Trierer Sandstein von Wilhelm Odenthal hergestellt. Auf diesem Altar stand die Otzenrather Madonna, eine Holzskulptur aus dem 18. Jahrhundert, die wahrscheinlich niederrheinischen Ursprungs ist und vermutlich schon zum Vorgängerbau der Kirche gehört hatte. Gegenüber dem Marien- befand sich auf der Südseite der Kirche ein Katharinenaltar. Er wurde nach Schneiders Plänen von Andreas Völker hergestellt.
Im Norden des Eingangsbereichs befand sich die Taufkapelle mit etwas abgesenktem Boden, auf der Südseite wurde um 1900 eine weitere Kapelle angebaut, die dann die Pietà von Nicolas Elscheidt beherbergte, die zuvor zwischen Chor und Katharinenaltar gestanden hatte.
Die Orgelempore im Westen der Kirche ruhte auf zwei Stützen aus Granit. Die erste Orgel der Kirche stammte von Johann Müller aus Viersen. 1910 wurde sie umgestaltet und 1960 durch eine neue Orgel von K. Bach in Aachen abgelöst. Diese neue Orgel verfügte über 18 Register, zwei Manuale, ein Pedal und 1178 Pfeifen.

## Umgestaltungen und Veränderungen
Um 1900 wurde die Kirche um die Kapelle auf der Südseite des Eingangsbereichs erweitert. Die Pläne dafür erstellte Hugo Sauer. 1917 wurden zwei der drei Glocken zu Rüstungszwecken eingeschmolzen. Sie wurden 1922 ersetzt, aber 1942 wiederum eingezogen. Die nächsten Glocken konnten erst 1954 beschafft werden. In den 1930er Jahren wurden die Wandmalereien im Chor übermalt. 1937 erhielt die Kirche eine Heizanlage; möglicherweise wurden damals auch die Vordächer über den Seiteneingängen hinzugefügt. 1951 wurde an der Nordseite des Zentralraums ein Ehrenmal für die Opfer der beiden Weltkriege errichtet. Schon vorher hatte dort ein Missionskreuz gestanden, das in die Komposition einbezogen wurde. Eine ursprünglich eingebaute Kommunionbank wurde nach 1934 aus der Kirche entfernt. Die ersten Glasfenster fielen den Kriegseinwirkungen 1943 und 1945 zum Opfer und wurden in den 1950er Jahren durch abstrakt gestaltete Buntglasfenster ersetzt. Nach der Liturgiereform 1962 wurde der Hochaltar aus der Kirche entfernt und durch einen marmornen Zelebrationsaltar ersetzt. 1967 kehrte die zwischenzeitlich nicht mehr in der Kirche befindliche Otzenrather Madonna zurück. Sie war auf einer Auktion ersteigert worden. 1973 wurde der Katharinen- in St.-Josephs-Altar umbenannt und mit einer Josephstatue ausgestattet. 1984 wurde der ursprüngliche Fußbodenbelag durch rötlich-braune Keramikplatten ersetzt. Damals kehrte auch der renovierte Hochaltar in die Kirche zurück und der Zelebrationsaltar wurde ebenso wie die zwischenzeitlich eingebaute Treppe wieder entfernt. Bei der Umgestaltung kamen alte bildergeschmückte Fliesen aus dem Altarraum wieder zum Vorschein, die nun zwischen Hochaltar und neuem Zelebrationsaltar verlegt wurden. Nachdem auch die Kanzel entfernt worden war, wurden drei auf Kupfer gemalte Bilder, die sie vordem geschmückt hatten, am Zelebrationsaltar angebracht.

## Entwidmung und Abriss
Am 20. April 2006 wurden die drei Glocken, die in einer neuen Kirche in Neu-Otzenrath genutzt werden sollten, abgehängt. Auch das schmiedeeiserne Turmkreuz mit der Wetterfahne wurde abgenommen und an den Umsiedlungsstandort gebracht. Ferner wurde die lebensgroße Madonna mit dem Kinde, die auf dem Oktogon des Hauptraums gestanden hatte, abgenommen. Am 18. Juni 2006 wurde St. Simon und Judas Thaddäus entwidmet. Monstranz, Ziborium, Bibel und Reliquien wurden nach Hochneukirch verbracht. Zu diesem Zeitpunkt waren die meisten Häuser in Otzenrath bereits abgerissen.
Die Granitsäule im Hauptraum der Kirche wurde mit einer Verschalung versehen, um beim Abriss der Kirche keinen Schaden zu nehmen. Dieser begann am 8. März 2007 und war am 12. März vollendet.
Die Säule wurde nach dem Abriss der Kirche an ihren neuen Standort, den Kirchplatz des Umsiedlungsortes, transportiert und dort mit der Madonnenstatue geschmückt. Glocken, Hochaltar, Teile der Kirchenbänke etc. werden in der neuen Kirche weitergenutzt. 2005 war eine CD aufgenommen worden, um den Klang der Otzenrather Orgel und die Akustik der Kirche für die Nachwelt zu dokumentieren.